# Resolutie 2045 Veiligheidsraad Verenigde Naties
Resolutie 2045 van de Veiligheidsraad van de Verenigde Naties werd op 26 april 2012 unaniem aangenomen door de VN-Veiligheidsraad. De resolutie verlengde de in 2004 opgelegde sancties tegen hen die de vrede in Ivoorkust dwarsboomden met één jaar. Een rapport van de groep deskundigen die de naleving van het wapenembargo tegen Ivoorkust onderzocht, stelde dat grote hoeveelheden illegale wapens in het land in omloop waren. Ivoorkust werkte ook aan de invoering van het Kimberley-Proces, dat door het gebruik van certificaten beoogde te voorkomen dat inkomsten uit illegaal gedolven diamanten het conflict in stand hielden.

## Achtergrond
In 2002 brak in Ivoorkust een burgeroorlog uit tussen de regering in het christelijke zuiden en rebellen in het islamitische noorden van het land. In 2003 leidden onderhandelingen tot de vorming van een regering van nationale eenheid en waren er Franse en VN-troepen aanwezig. In 2004 zegden de rebellen hun vertrouwen in de regering op en namen zij opnieuw de wapens op. Het noorden van het land werd voornamelijk door deze Forces Nouvelles gecontroleerd.
Na de presidentsverkiezingen eind 2010 ontstonden wederom onlusten toen de zittende president Laurent Gbagbo weigerde op te stappen ondanks de internationaal erkende overwinning van Alassane Ouattara.

## Inhoud

### Waarnemingen
Ivoorkust had de voorbije maanden vooruitgang geboekt in het stabilisatieproces, onder meer door het houden van parlementsverkiezingen. Er waren grote inspanningen geleverd om tot verzoening te komen en de vrede te bewaren door middel van dialoog, mede door de waarheids- en verzoeningscommissie.
Er bleven problemen met de hervorming van de veiligheidssector, ontwapening, demobilisatie en herintegratie (van rebellen), wapenhandel en illegale belastingsystemen. Deze zaken vormden een bedreiging voor de stabiliteit van het land. De Ivoriaanse overheid moest dringend werk maken van de opleiding en uitrusting van haar veiligheidsdiensten. Zo moesten de politie en gendarmerie standaardwapens en -munitie krijgen.

### Handelingen
Het wapenembargo opgelegd middels resolutie 1572 in 2004 gold niet langer voor veiligheids- en militaire activiteiten. Ook mochten weer burgervoertuigen geleverd worden aan de Ivoriaanse veiligheidsdiensten. Dat wapenembargo werd overigens verlengd tot 30 april 2013. De Ivoriaanse overheid moest het comité dat daarop toezag op voorhand verwittigen van leveringen aan haar veiligheidsdiensten. Het mandaat van dit comité werd eveneens verlengd tot 30 april 2013.
Ook de financiële sancties en de reisbeperkingen opgelegd in dezelfde resolutie werden tot deze datum verlengd, alsook het verbod aan alle landen om ruwe diamant uit Ivoorkust in te voeren. Deze maatregelen waren voor herziening vatbaar ten behoeve van de stabiliteit van het land.
Illegale strijders – ook in de buurlanden – werden gevraagd de wapens neer te leggen. Die wapens werden dan door UNOCI ingezameld en vernietigd. Ook werd Ivoorkust en buurland Liberia gevraagd actie te ondernemen tegen de aanwezigheid van huurlingen.

## Verwante resoluties
- Resolutie 2000 Veiligheidsraad Verenigde Naties (2011)
- Resolutie 2008 Veiligheidsraad Verenigde Naties (2011)
- Resolutie 2062 Veiligheidsraad Verenigde Naties
- Resolutie 2079 Veiligheidsraad Verenigde Naties